# Mónica Ayos
Mónica Ayos Crámer (sinh ngày 19 tháng 6 năm 1974 tại Buenos Aires,Argentina) là một nữ diễn viên người Argentina. 

## Tiểu sử
Mónica Ayos Crámer được sinh ra vào ngày 19 tháng 6 năm 1974 tại Buenos Aires. Cô là con gái của các vũ công Víctor Ayos và Mónica Crámer. Khi bố mẹ cô thường xuyên rời đất nước trong các tour du lịch khiêu vũ, cô sống với bà ngoại ở Mar del Plata, và theo học trường tiểu học địa phương. Cô trở về Buenos Aires, và theo học trường trung học ở San Telmo. Cô có những bài tập nhỏ với tư cách là một diễn viên ở tuổi 12. Cô được giải phóng ở tuổi 16, và đến thăm Chile. Cô đã có một đứa con trai với một người Chile mà cô chia tay với một vài tháng sau đó, và nuôi dạy con trai mình như một người mẹ độc thân.
Sau nhiều lần diễn xuất, cô có vai diễn nhỏ trong các phim hài truyền hình La Familia Benvenuto, Mi cuñado và Naranja y Media. Làm việc ở Canal 9 lúc nửa đêm, cô trở thành một vũ công và ca sĩ nổi tiếng, và làm việc với Nito Artaza, Miguel Ángel Cherutti, Tristán và Jorge Corona. Cô nhanh chóng rời khỏi chương trình và làm việc như một nữ diễn viên thay thế. Cô kết hôn với diễn viên Diego Olivera vào năm 2002, và có một cô con gái với anh.
Công việc chính đầu tiên của cô trong truyền hình là ở Telefe. Cô làm việc tại Franco Buenaventura, el profe vào năm 2001. Cô được đề cử giải thưởng Martín Fierro là nữ diễn viên xuất sắc nhất cho công việc của mình. Nhà sản xuất Sebastián Borestein đã cho cô cơ hội làm việc tại Tiempo Final. Năm 2006, cô chuyển đến El Trece và làm việc trong bộ phim hài Sos mi vida; các telenovela đóng vai chính Natalia Oreiro và Facundo Arana và được phát sóng ở một số nước Cô được đề cử một lần nữa cho giải thưởng Martín Fierro là nữ diễn viên xuất sắc nhất. Cô cũng làm việc trong bộ phim Mujeres Asesinas và bộ phim hài Por amor a vos, cũng do Pol-Ka sản xuất.
Diego Olivera đã làm việc ở Mexico, trong telenovela Triunfo del Amor được Televisa phát sóng, và Ayos đã đến thăm anh trong một kỳ nghỉ. Nhà sản xuất Salvador Mejía cũng đề nghị cô làm việc trong telenovela, chơi một nhân vật phản diện. Ayos từ chối các đề xuất khác mà cô có ở Buenos Aires, và gia nhập dàn diễn viên của telenovela Mexico Trong năm 2014, Ayos xuất hiện trong bộ phim truyền hình Mexico Como dice el dicho nơi cô đóng vai Norma Iturbide. Năm sau, cô đóng vai Valeria Mondragón trong telenovela Antes muerta que Lichita do Rosy Ocampo sản xuất cho Televisa. Năm 2016, cô đóng vai chính trong Las Amazonas miêu tả hai chị em sinh đôi, Diana María và Diana Elisa Santos, một trong số họ là mẹ của các nhân vật nữ chính.

## Tác phẩm

### Truyền hình
- Chabonas (2000)
- Un cortado, historias de café (2002)
- Franco Buenaventura, el profe (2002)
- Tiempo Final (2002)
- Costumbres argentinas (2003)
- De pé a pá (2003)
- Panadería los Felipe (2003–2004)
- De la cama al living (2004)
- Amor en custodia (2004)
- Historias de sexo de gente común (2005)
- Pecados capitales (2005)
- Sos mi vida (2006)
- Mujeres asesinas (2007)
- Por amor a vos (2008)
- Botineras (2009)
- Herencia de amor (2010)
- Triunfo del amor (2011)
- Volver al ruedo (2011)
- La pelu (2012)
- El sustituto (2012)
- Dulce amor (2012)
- Como dice el dicho (2014)
- Antes muerta que Lichita (2015)
- Las Amazonas (2016)

### Phim
- Tres de corazones (2007)
- Francia (2010)
- La campana (2010)
- Madraza (2017)

### Nhà hát
- Nación Impossible (1996)
- Ricos y Fogozos (1997)
- Gansoleros (1999)
- Divertidísimo (2000)
- Corona 2003 (2000)
- Movete Chupete Movete (2001)
- El Gran Bar de tu Hermana (2001)
- Reíte País (2001)
- Casi un ángel (2002–2003)
- Taxi 1 (2004–2006)
- Doña Flor y sus dos maridos (2006–2007)
- Eva y Victoria (2007)
- Pichincha al 400 (2007)
- En la cama (2008–2009)
- Super Tango (2013)
- Plan B(2014)
- Atracción Fatal (2014-2015)